# فرودگاه کاپیت
فرودگاه کاپیت (به انگلیسی: Kapit Airport) (به زبان بومی: Lapangan Terbang Kapit) یک فرودگاه همگانی با کد یاتا KPI است . این فرودگاه در کشور مالزی قرار دارد و در ارتفاع ۲۰ متری از سطح دریا واقع شده است.